# Ulefoss
Ulefoss es una localidad situada en el municipio de Nome, en la provincia de Telemark, Noruega. Tiene una población estimada, a inicios de 2023, de 2299 habitantes.
Es el centro administrativo del municipio.